# Ultraman Trigger: New Generation Tiga
Ultraman Trigger: New Generation Tiga (ウルトラマントリガー NEW GENERATION TIGA Urutoraman Torigā Nyū Jenerēshon Tiga) là một bộ phim tokusatsu của Nhật Bản được sản xuất bởi Tsuburaya Productions. Đây là phần thứ 33 của loạt Ultra Series và là phần thứ 3 sản xuất trong thời kỳ Reiwa, cốt truyện được làm mới từ phần Ultraman Tiga, đồng thời kỷ niệm 25 năm lên sóng. Bộ phim được công chiếu trên TV Tokyo vào ngày 10 tháng 7 năm 2021.

## Nội dung
Ultraman Trigger kể về câu chuyện của nhà thực vật học người sao Hỏa Kengo Manaka, người có liên kết với Ultraman khi ba Người Khổng lồ Bóng tối hồi sinh từ phong ấn cổ xưa để lấy lại Eternity Core và đe dọa sự an toàn của vũ trụ.

## Sản xuất
Ultraman Trigger được Tsuburaya Productions công bố vào ngày 15 tháng 4 năm 2021. Theo đạo diễn Koichi Sakamoto, loạt phim dự định là Ultraman Tiga được tái tạo theo cách hiểu hiện đại cho thế hệ khán giả hiện tại thưởng thức, ngoài những người lớn lên xem Tiga . Các diễn viên bổ sung đã được công bố vào ngày 10 tháng 6 trong một sự kiện trực tuyến giới thiệu dàn diễn viên chính, ngoài các diễn viên lồng tiếng. Công ty điện tử Mirai-Labo đã công bố sự hợp tác của họ trong loạt phim.
Sakamoto bao gồm nhiều tình huống khác nhau ám chỉ đến cuộc sống thực, chẳng hạn như GUTS Falcon được điều khiển từ xa giống như máy bay không người lái và Kengo có thói quen cổ vũ người khác bằng nụ cười của mình để tạo sự thoải mái cho bọn trẻ tương tự như nhân vật trước đây của anh ấy trong Kamen Rider Fourze.
Ultraman Tiga đã mang đến một tác động to lớn cho khán giả vào năm 1996 đến 1997, Sakamoto nhằm mục đích tái tạo lại yếu tố tương tự (ngoài những yếu tố của Ultraman Dyna và Gaia từ loạt phim TDG) thành Trigger trong khi vẫn duy trì cả hai chương trình dưới dạng các thực thể riêng biệt. Anh hùng tiêu biểu, Ultraman Trigger, đã có thiết kế và các hình thức Thay đổi Loại do Sakamoto đề xuất dựa trên các siêu anh hùng trong truyện tranh Mỹ, đã quan sát những thay đổi về trang phục của họ trong những năm qua. Vũ khí của Trigger, Circle Arms, là một phần bổ sung cho loạt phim lấy tín hiệu từ vũ khí chiến đấu của các phần Ultra Warriors of New Generation Heroes và cũng sẽ đóng vai trò là một vật phẩm quan trọng quan trọng trong tương lai.

## Phần Spin-off

### Marlu-Dex
Marlu-Dex (マルっとナビ Marutto Nabi) là một chương trình spin-off độc quyền của Tsuburaya do Alien Metron Marluru sản xuất, cung cấp những lời giải thích và nhận thức sâu sắc về các Siêu anh hùng xuất hiện, Kaiju và đối tượng quan tâm trong Ultraman Trigger: New Generation Tiga.
1. Ultraman Trigger Multi Type (ウルトラマントリガー マルチタイプ Urutoraman Torigā Maruchi Taipu?)
2. Ultraman Trigger Power Type (ウルトラマントリガー パワータイプ Urutoraman Torigā Pawā Taipu?)
3. Ultraman Trigger Sky Type (ウルトラマントリガー スカイタイプ Urutoraman Torigā Sukai Taipu?)
4. GUTS Falcon (GUTSファルコン Gattsu Farukon?)
5. GUTS Sparklence (GUTSスパークレンス Gattsu Supākurensu?)
6. Planetary Destruction God Satandelos (惑星破壊神サタンデロス Wakusei Hakai-shin Satanderosu?)
7. Ultraman Z (ウルトラマンゼット Urutoraman Zetto?)
8. King Joe STORAGE Custom (キングジョーストレイジカスタム Kingu Jō Sutoreiji Kasutamu?)
9. Petrification Evil Monster Gargorgon (石化魔獣ガーゴルゴン Sekika Majū Gāgorugon?)
10. Herculean Fighter Darrgon (剛力闘士ダーゴン Gōriki Tōshi Dāgon?)
11. Agile Tactician Hudram (俊敏策士ヒュドラム Shunbin Sakushi Hyudoramu?)
12. Ultraman Trigger (ウルトラマントリガー Urutoraman Torigā?)
13. Alien Metron "Marluru" (メトロン星人マルゥル Metoron Seijin Marwuru?)
14. Absolutian (アブソリューティアン Abusoryūtian?)
15. Ultraman Ribut (ウルトラマンリブット Urutoraman Ributto?)
16. Dark Champion Trigger Dark (闇黒勇士トリガーダーク Ankoku Yūshi Torigā Dāku?)
17. Nursedessei (ナースデッセイ号 Nāsudessei-gō?)
18. Ultra-Ancient Dark Monster Golba (超古代闇怪獣ゴルバー Chō Kodai Yami Kaijū Gorubā?)
19. Ultraman Tiga (ウルトラマンティガ Urutoraman Tiga?)
20. Electroshock Beastman Barriguiler (電撃獣人バリガイラー Dengeki Jūjin Barigairā?)
21. Aboras and Banila (アボラス・バニラ Aborasu Banira?)
22. Clockwork Warrior Mecha Musashin (カラクリ武者メカムサシン Karakuri Musha Meka Musashin?)
23. Captivating Warrior Carmeara (妖麗戦士カルミラ Yōrei Senshi Karumira?)
24. Evil God Megalothor (邪神メガロゾーア Jashin Megarozōa?)
25. Trigger Truth (トリガートゥルース Torigā Turūsu?)

### Secret Origins of the Nursedessei: The Struggle of Special Section 3
Secret Origins of the Nursedessei: The Struggle of Special Section 3 (ナースデッセイ開発秘話～特務3課奮闘記～ Nāsudessei Kaihatsu Hiwa Tokumu San-ka Funtō-ki)
1. Hotta and Marluru (ホッタとマルゥル Hotta to Marwuru?)
2. Accountant Terumi (経理のテルミちゃん Keiri no Terumi-chan?)
3. The Second Alien (第2の宇宙人 Dai Ni no Uchūjin?)
4. Don't Forget the Main Point (本題を忘れるな Hondai o Wasureru na?)
5. The Genius High Schooler (天才高校生 Tensai Kōkō-sei?)
6. Its Name Is the GUTS Falcon (その名はGUTSファルコン Sono Na wa Gattsu Farukon?)
7. Find Hints (ヒントを探せ Hinto o Sagase?)
8. Presentation (プレゼン Purezen?)
9. Switch the Control System (操縦系を切り替えろ Sōjū-kei o Kirikaero?)
10. A Break (休息 Kyūsoku?)
11. The GUTS Falcon Remodeling Plan (ガッツファルコン改造計画 Gattsu Farukon Kaizō Keikaku?)
12. A New Battleship (新型戦闘艇 Shingata Sentō-tei?)
13. The Alien Meeting (宇宙人会議 Uchūjin Kaigi?)
14. Alien Wild (ワイルド星人 Wairudo Seijin?)
15. Space Dragon Nurse (宇宙竜ナース Uchū Ryū Nāsu?)
16. Michiru Is Here! (ミチルが来た！ Michiru ga Kita!?)
17. The Full Picture of the New Model (新型の全貌 Shingata no Zenbō?)
18. A Demon for Accounting (経理の鬼 Keiri no Oni?)
19. Naming (命名 Meimei?)
20. Determine the Layout (レイアウトを決めろ Reiauto o Kimero?)
21. The Second Alien Meeting (第2回宇宙人会議 Dai Ni-kai Uchūjin Kaigi?)
22. Command Room (司令室 Shirei-shitsu?)
23. GUTS-SELECT
24. Completed, and...... (完成、そして…… Kansei, Soshite......?)
25. Goodbye, Marluru (さよならマルゥル Sayonara Marwuru?)

### Galaxy Rescue Force Voice Drama
Galaxy Rescue Force Voice Drama (ギャラクシーレスキューフォース ボイスドラマ Gyarakushī Resukyū Fōsu Boisu Dorama) 
1. Initiation (入隊 Nyūtai?)
2. Sora (ソラ?)
3. Andro Melos (アンドロメロス Andoro Merosu?)
4. Man of the Science Technology Bureau (科技局の男 Ka-gi-kyoku no Otoko?)
5. Queen Izana (イザナ女王 Izana-joō?)
6. The Strongest and Fastest Ultraman (最強最速のウルトラマン Saikyō Saisoku no Urutoraman?)
7. The Elite Task Force Warrior (勇士司令部の戦士 Yūshi Shirei-bu no Senshi?)
8. The Meeting (会談 Kaidan?)
9. Kenis the Space Agent (宇宙工作員 ケニス Uchū Kōsaku-in Kenisu?)
10. Universal Justice (宇宙正義 Uchū Seigi?)
11. Stars and Flowers and... (花と星と Hana to Hoshi to?)
12. Master's Teachings (師の教え Shi no Oshie?)
13. A New Member (新メンバー Shin Menbā?)
14. Poccola (ポッコラ Pokkora?)
15. Dream Match (ドリームマッチ Dorīmu Matchi?)
16. The Veteran's Techniques (歴戦の技 Rekisen no Waza?)
17. Monster Planet (怪獣惑星 Kaijū Wakusei?)
18. Scout (スカウト Sukauto?)
19. Alien Babarue RB (ババルウ星人RB Babarū Seijin Āru Bī?)
20. Homecoming (帰郷 Kikyō?)
21. Training (訓練 Kunren?)
22. Music Is Magic (歌は魔法 Uta wa Mahō?)
23. Discussion (相談 Sōdan?)
24. The Truant (サボり癖 Saboriguse?)
25. Nova (ノーバ Nōba?)
26. The Letter (手紙 Tegami?)
27. Date (デート Dēto?)
28. I'd Give Even My Life (命に代えても Inochi ni Kaete mo?)

### Ultra Galaxy Fight: The Destined Crossroad
Ultra Galaxy Fight: The Destined Crossroad (ウルトラギャラクシーファイト 運命の衝突 Urutora Gyarakushī Faito Unmei no Shōtotsu) là phần thứ ba của miniseries Ultra Galaxy Fight dự kiến phát sóng vào năm 2022. 

### Ultraman Trigger: Episode Z
Ultraman Trigger: Episode Z (ウルトラマントリガー エピソードZ Urutoraman Torigā Episōdo Zetto) is scheduled for release on March 18, 2022.

## Diễn viên
- Kengo Manaka (マナカ ケンゴ Manaka Kengo?)/Ultraman Trigger (ウルトラマントリガー Urutoraman Torigā?, Voice): Raiga Terasaka (寺坂 頼我 Terasaka Raiga?)[5][6][7]
- Yuna Shizuma (シズマ ユナ Shizuma Yuna?), Yuzare (ユザレ?): Runa Toyoda (豊田 ルナ Toyoda Runa?)[19][20]
- Akito Hijiri (ヒジリ アキト Hijiri Akito?): Shunya Kaneko (金子 隼也 Kaneko Shun'ya?)[21][22]
- Tesshin Sakuma (サクマ テッシン Sakuma Tesshin?): Tadashi Mizuno (水野 直 Mizuno Tadashi?)[23][24]
- Himari Nanase (ナナセ ヒマリ Nanase Himari?): Meiku Harukawa (春川 芽生 Harukawa Meiku?)[25][26]
- Seiya Tatsumi (タツミ セイヤ Tatsumi Seiya?): Katsuya Takagi (高木 勝也 Takagi Katsuya?)[27][28]
- Ignis (イグニス Igunisu?)/Trigger Dark (トリガーダーク Torigā Dāku?, Voice): Kei Hosogai (細貝 圭 Hosogai Kei?)[29][30]
- Mitsukuni Shizuma (シズマ ミツクニ Shizuma Mitsukuni?): Shin Takuma (宅麻 伸 Takuma Shin?)[31][32]
- Marluru (マルゥル Marwuru?, Voice): M・A・O[1][2]
- Carmeara (カルミラ Karumira?, Voice): Sumire Uesaka (上坂 すみれ Uesaka Sumire?)[1][2][a]
- Darrgon (ダーゴン Dāgon?, Voice): Shunichi Maki (真木 駿一 Maki Shun'ichi?)[1][2]
- Hudram (ヒュドラム Hyudoramu?, Voice): Ryosuke Takahashi (高橋 良輔 Takahashi Ryōsuke?)[1][2]
- GUTS Sparklence and GUTS Hyper Keys announcements, narrator (0, SP): Maxwell Powers (マックスウェル・パワーズ Makkusuweru Pawāzu?)[34]

- Reina Manaka (マナカ レイナ Manaka Reina?, 1, 2, 24): Megumi Yokoyama (横山 めぐみ Yokoyama Megumi?)
- Haruki Natsukawa (ナツカワ ハルキ Natsukawa Haruki?, 7, 8): Kohshu Hirano (平野 宏周 Hirano Kōshū?)[35][36][37]
- Yoko Nakashima (ナカシマ ヨウコ Nakashima Yōko?, Voice; 7): Rima Matsuda (松田 リマ Matsuda Rima?)[37]
- Ultraman Z (ウルトラマンゼット Urutoraman Zetto?, Voice; 7, 8): Tasuku Hatanaka (畠中 祐 Hanata Tasuku?)[38][37]
- Beliarok (ベリアロク Beriaroku?, Voice; 7, 8): Yūki Ono (小野 友樹 Ono Yūki?)[37]
- Yurika Shizuma (シズマ ユリカ Shizuma Yurika?, 9): Rina Aizawa (逢沢 りな Aizawa Rina?)
- Ribut's human form (14, 15): Shimba Tsuchiya (土屋 神葉 Tsuchiya Shinba?)[39][40]
- Ultraman Ribut (ウルトラマンリブット Urutoraman Ributto?, Voice; 14, 15): Wataru Komada (駒田 航 Komada Wataru?)[16]
- Absolute Tartarus (アブソリュートタルタロス Abusoryūto Tarutarosu?, Voice; 14, 15): Junichi Suwabe (諏訪部 順一 Suwabe Jun'ichi?)
- Absolute Diavolo (アブソリュートディアボロ Abusoryūto Diaboro?, Voice; 14, 15): Teruaki Ogawa (小川 輝晃 Ogawa Teruaki?)[13][14]

## Âm nhạc
- "Trigger"[29][30]
  - Nhạc, Composition, & Arrangement: R・O・N[41]
  - Ngệ sĩ: Takao Sakuma (佐久間 貴生 Sakuma Takao?)[29][30]
  - Tập: 1-13 (Verse 1), 14-24 (Verse 2)

- "Nanairo no Tane" (なないろのたね? "Rainbow Seeds")[29][30]
  - Jun Murayama (村山☆潤 Murayama Jun?)[42]
  - Nhạc: Composition, ChouCho[29][30][42]
  - Tập: 1-13
- "Asu Miru Mono-tachi" (明日見る者たち? "Those Who See Tomorrow")[43]
  - Nhạc: Shio Watanabe (渡部 紫緒 Watanabe Shio?)
  - Go Sakabe (坂部 剛 Sakabe Gō?)
  - Nghệ sĩ: Kengo Manaka, Yuna Shizuma, & Akito Hijiri (Raiga Terasaka, Runa Toyoda, & Shunya Kaneko)[43]
- "Ultra Boot Camp!" (ウルトラ・BOOT CAMP！ Urutora Būto Kyanpu!?)
  - Nhạc: Yohei Matsui (松井 洋平 Matsui Yōhei?)
  - AstroNoteS
  - Nghệ sĩ: Ribut (Shimba Tsuchiya)

## Phát sóng quốc tế
Tại Hồng Kông, loạt phim này được phát sóng trên ViuTV vào tháng 6 năm 2022. Tại Philippines, loạt phim này được phát sóng trên Mạng GMA vào năm 2023.